# Причулымский (Томская область)
Причулы́мский — посёлок в Зырянском районе Томской области. Входит в состав Зырянского сельского поселения. Население на 1 января 2015 — 675 чел.

## География
Посёлок расположен в северо-западной части Зырянского района. Как следует из названия, Причулымский стоит на берегу реки Чулым.

## Население
| 2002 | 2010 | 2012 | 2013 | 2014 | 2015 | 2016 |
| ---- | ---- | ---- | ---- | ---- | ---- | ---- |
| 772  | ↘696 | ↘689 | ↗690 | ↘688 | ↘675 | ↘673 |
| 2021 |      |      |      |      |      |      |
| ↘633 |      |      |      |      |      |      |

## Социальная сфера и экономика
В селе есть основная общеобразовательная школа, детский сад и библиотека. Работает фельдшерско-акушерский пункт.
Основу экономической жизни села составляет сельское хозяйство. Работают два объекта розничной торговли.

## Местная власть
Посёлок Причулымский возник в 1966 году в результате объединения трёх населённых пунктов: Сельхозтехника, Кирзавод и Нефтебаза.
Зырянским сельским поселением руководят глава поселения (Завгородний Владимир Иванович) и Совет.